# Cheiracanthium barbarum
Cheiracanthium barbarum is een spinnensoort uit de familie Cheiracanthiidae.
De wetenschappelijke naam van de soort werd in 1846 als Clubiona barbara gepubliceerd door Hippolyte Lucas.